# マンデヴィル (小惑星)
マンデヴィル (739 Mandeville) は小惑星帯に位置する小惑星である。アメリカのマサチューセッツ州ウィンチェスターでジョエル・ヘイスティングス・メトカーフによって発見された。
ジャマイカ中南部の都市、マンデヴィル (Mandeville) に因んで命名された。
2010年9月11日、日本の山形県から三重県にかけて掩蔽が観測され、より詳しい形状と大きさが求められた。